# Book of Dreams
《Book of Dreams》는 미국의 록 밴드 스티브 밀러 밴드의 열 번째 스튜디오 음반이다. 이 음반은 1977년 5월, 미국, 캐나다, 일본의 캐피틀 레코드와 유럽의 머큐리 레코드에 의해 발매되었다. 1977년 이 음반에서 세 개의 싱글이 발매되었고, 첫 번째 싱글인 〈Jet Airliner〉가 가장 큰 성공을 거두었다.
이 음반은 《RPM》 매거진 100대 음반 차트에서 1위를 차지한 캐나다를 포함한 4개국의 무역 차트 톱 10에서 정점을 찍었다. 이 음반은 그 그룹의 가장 성공적인 스튜디오 음반 중 하나가 되었다.

## 녹음 및 제작
《Book of Dreams》의 곡들은 캘리포니아주 샌프란시스코의 CBS 스튜디오에서 녹음되었으며, 기본 트랙은 《Fly Like an Eagle》의 기본 트랙과 동시에 녹음되었다.  이 세션은 1970년 《Number 5》 이후 그룹의 음반을 프로듀싱해 온 리더 스티브 밀러가 프로듀싱했다. 존 팔라디노는 이 음반의 총괄 프로듀서였고 녹음 엔지니어는 마이크 후사로였다. 이 녹음은 나중에 짐 게인즈이 윈 커츠의 도움을 받아 혼합했고 켄 페리가 마스터했다.

## 커버 아트
날개 달린 말 커버는 "켈리 앤 마우스"로 알려진 알톤 켈리와 스탠리 마우스에 의해 만들어졌다. 이 음반의 아트 디렉터는 로이 코하라였다. 커버 일러스트는 음반의 바이닐 버전의 레코드 레이블에도 사용되었다.

## 평가
| 전문가 평가                   | 전문가 평가 |
| 평가 점수                     | 평가 점수   |
| 출처                          | 점수        |
| ----------------------------- | ----------- |
| Christgau's Record Guide      | B–          |
| Encyclopedia of Popular Music | [ 5 ]       |

올뮤직은 이 음반을 "70년대 클래식 록 시대의 하이라이트이자 밀러의 가장 훌륭한 음반 중 하나"라고 평하며 별 4/5를 매겼다. 이 리뷰는 또한 컴필레이션 음반인 《Greatest Hits 1974–78》가 《Book of Dreams》의 7개의 하이라이트 트랙을 포함하고 있기 때문에 캐주얼 팬이 고려할 필요가 없는 음반이라고 논평한다.

## 곡 목록
| #  | 제목                 | 작사·작곡                  | 재생 시간 |
| -- | -------------------- | -------------------------- | --------- |
| 1. | 〈Threshold〉        | 스티브 밀러, 바이런 올레드 | 1:05      |
| 2. | 〈Jet Airliner〉     | 폴 페나                    | 4:25      |
| 3. | 〈Winter Time〉      | 밀러                       | 3:10      |
| 4. | 〈Swingtown〉        | 밀러, 크리스 매카티        | 3:54      |
| 5. | 〈True Fine Love〉   | 밀러                       | 2:37      |
| 6. | 〈Wish Upon a Star〉 | 밀러                       | 3:39      |

| #   | 제목                      | 작사·작곡                  | 재생 시간 |
| --- | ------------------------- | -------------------------- | --------- |
| 7.  | 〈Jungle Love〉           | 로니 터너, 그레그 더글러스 | 3:10      |
| 8.  | 〈Electro Lux Imbroglio〉 | 밀러                       | 0:55      |
| 9.  | 〈Sacrifice〉             | 컬리 쿡, 레스 두덱         | 5:17      |
| 10. | 〈The Stake〉             | 데이비드 데니              | 3:57      |
| 11. | 〈My Own Space〉          | 제이슨 쿠퍼, 바비 윙켈먼   | 3:00      |
| 12. | 〈Babes in the Wood〉     | 밀러                       | 2:40      |

## 인증
| 국가                       | 인증        | 판매량/출하량 |
| -------------------------- | ----------- | ------------- |
| 영국 (BPI)                 | 실버        | 60,000^       |
| 미국 (RIAA)                | 3× 플래티넘 | 3,000,000^    |
| ^출하량을 기반으로 한 인증 |             |               |